# Prunus persica

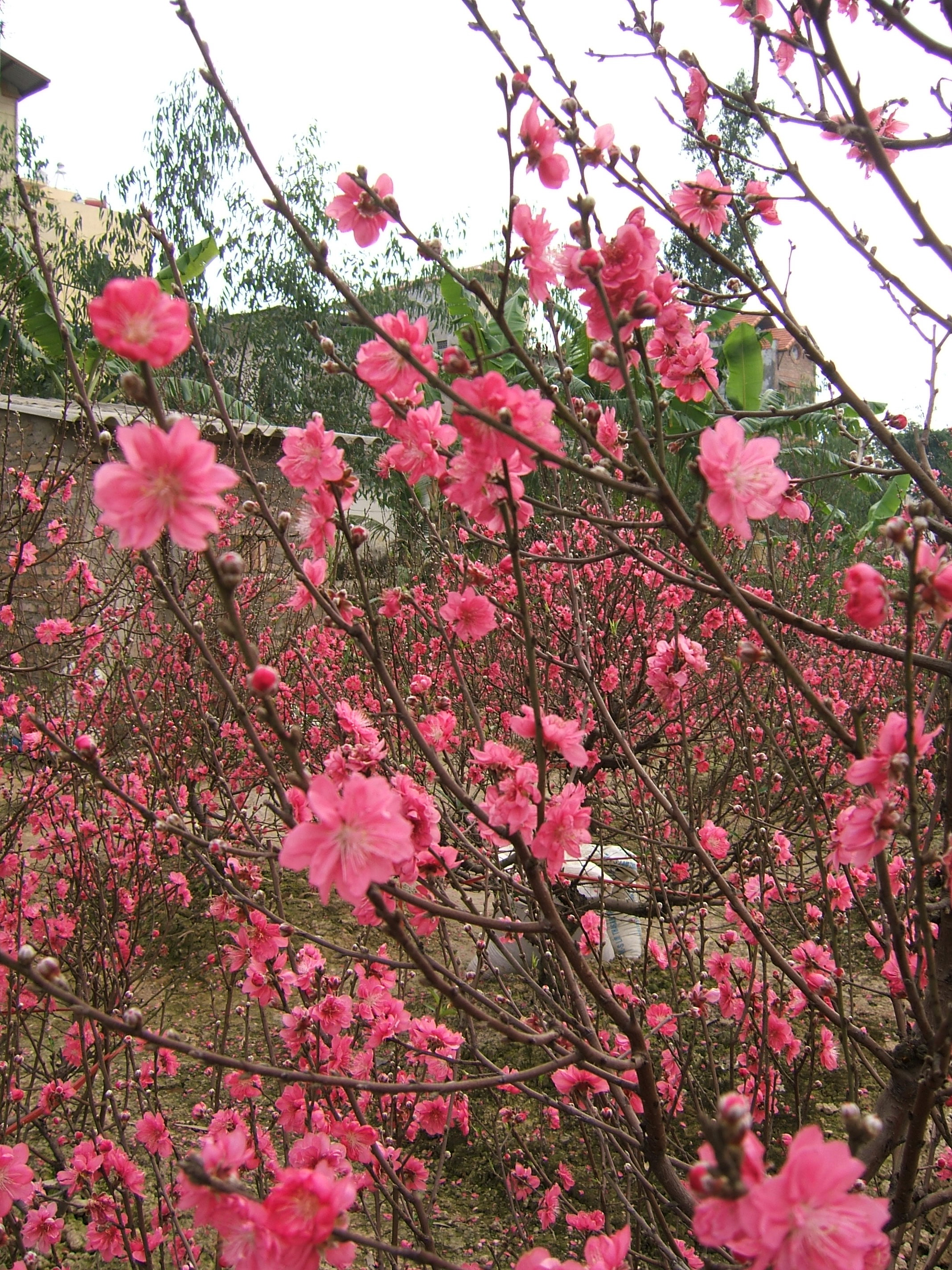
Vista subgeneral en antesis

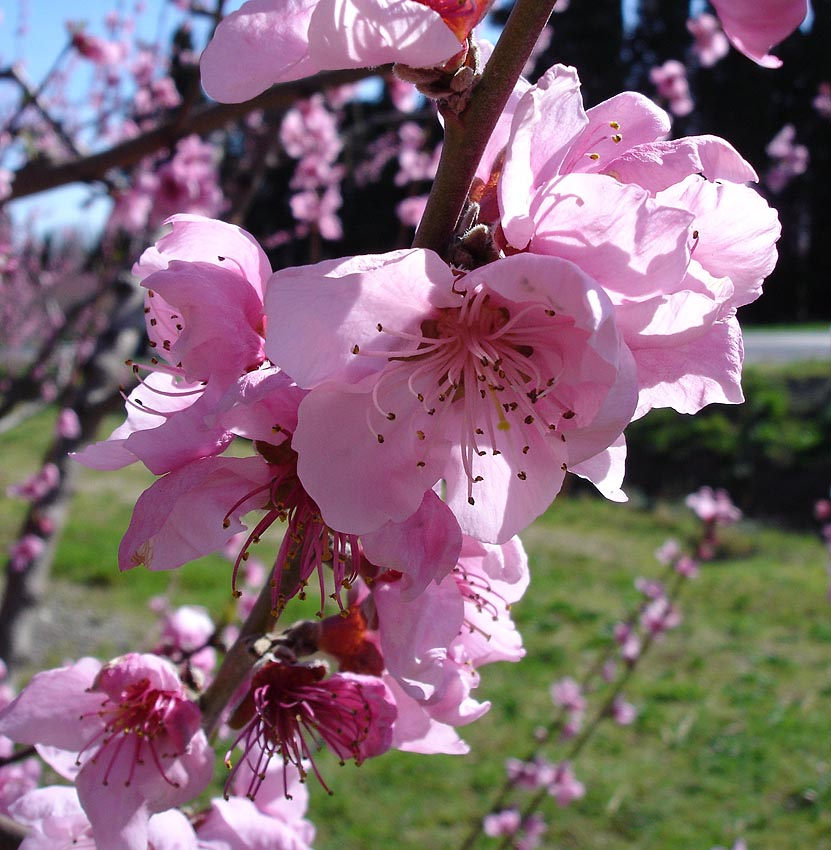
Inflorescencia

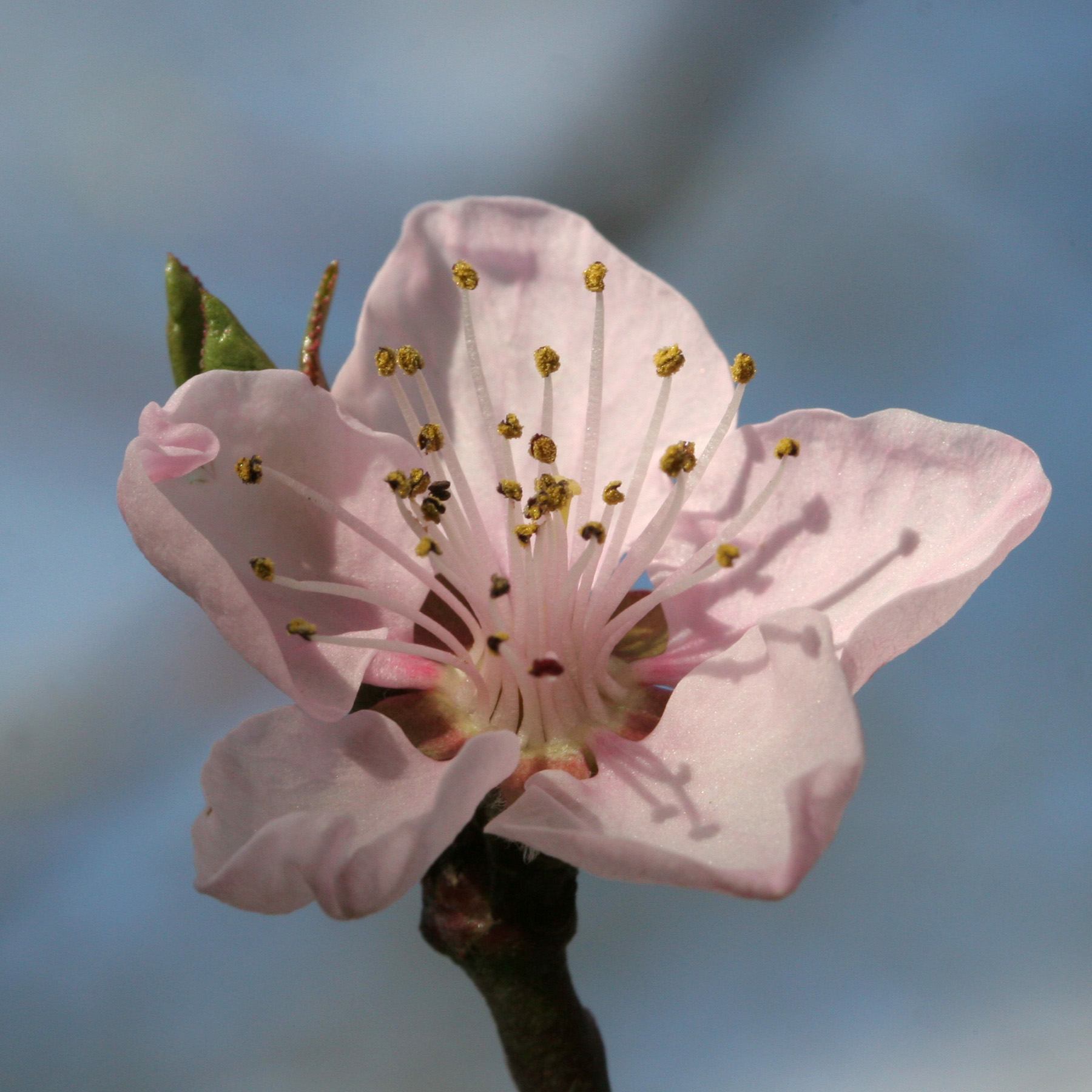
Detalle de la flor

Vista general de un melocotonero en fructificación en el Valle de Ararat (Armenia)

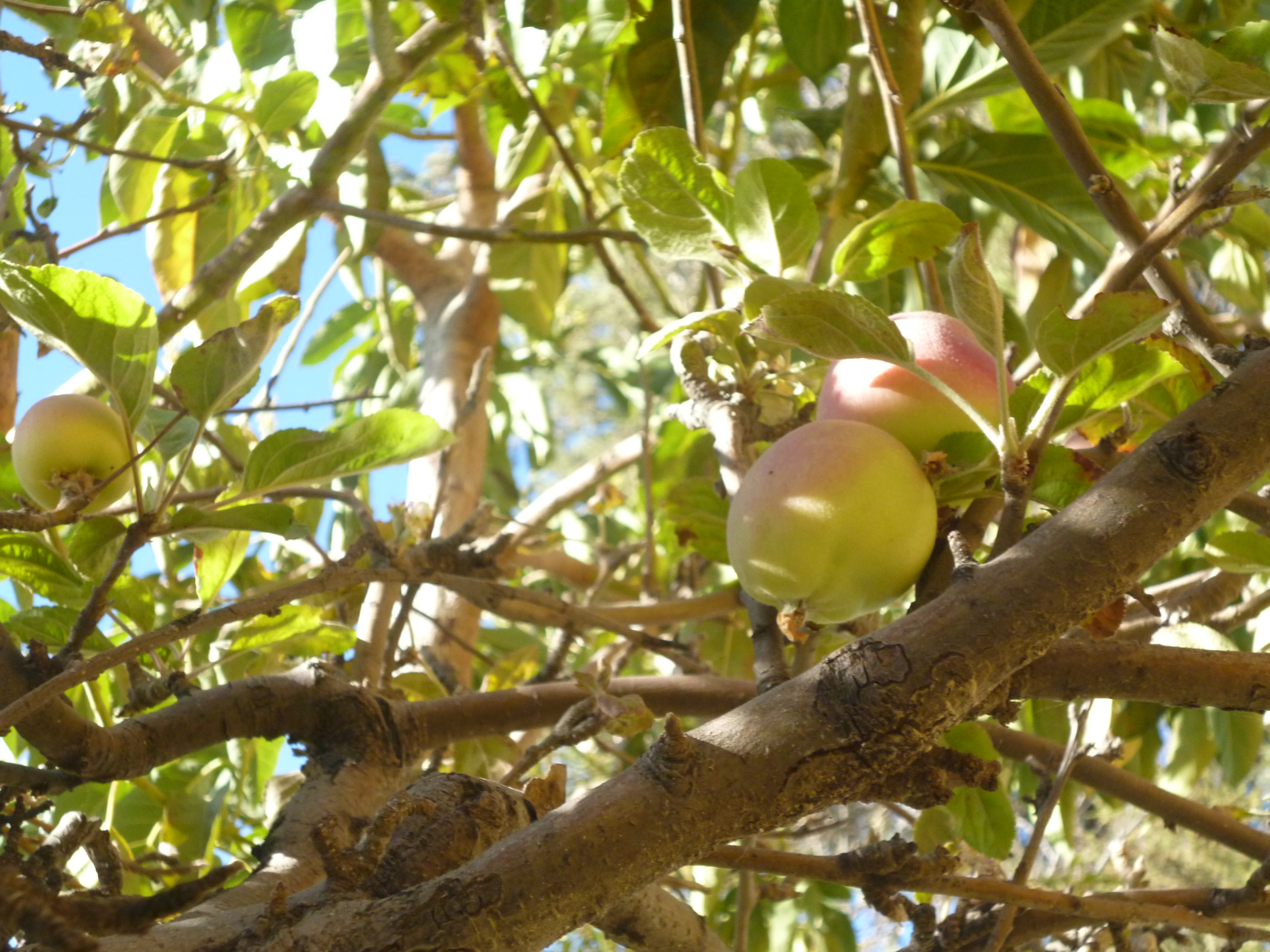
Vista parcial de un duraznero con sus frutos in situ, Arequipa (Perú)

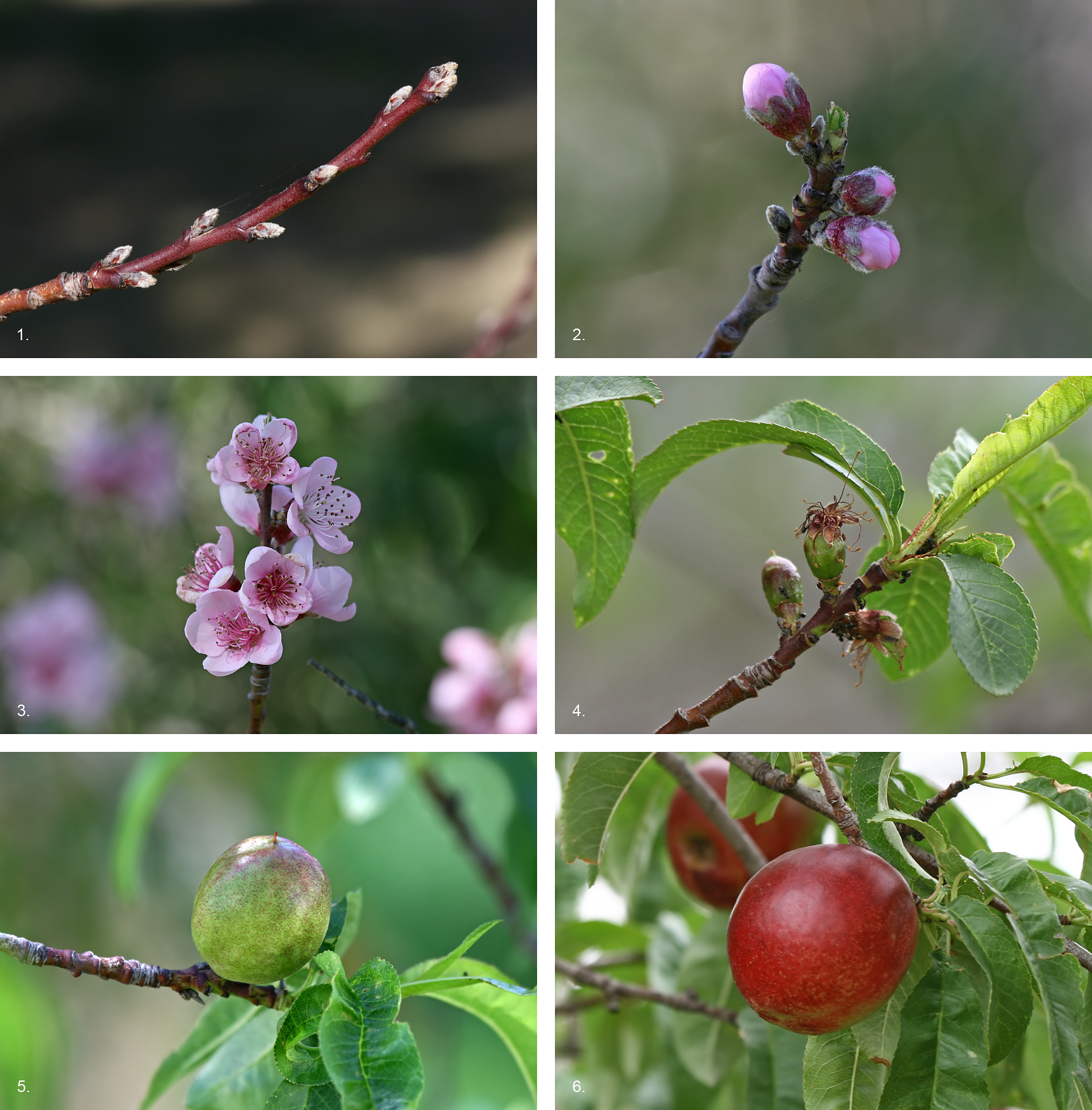
Etapas sucesivas de crecimiento de las nectarinas a lo largo de unos siete meses

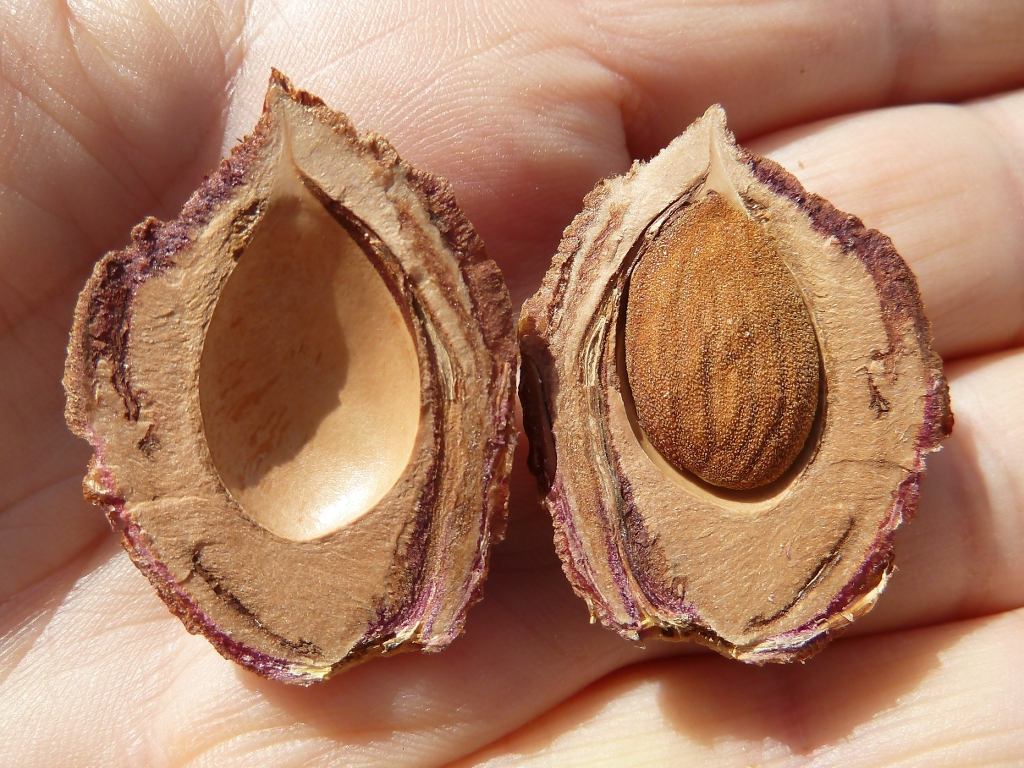
Melocotón amarillo: hueso abierto con su semilla almendroide

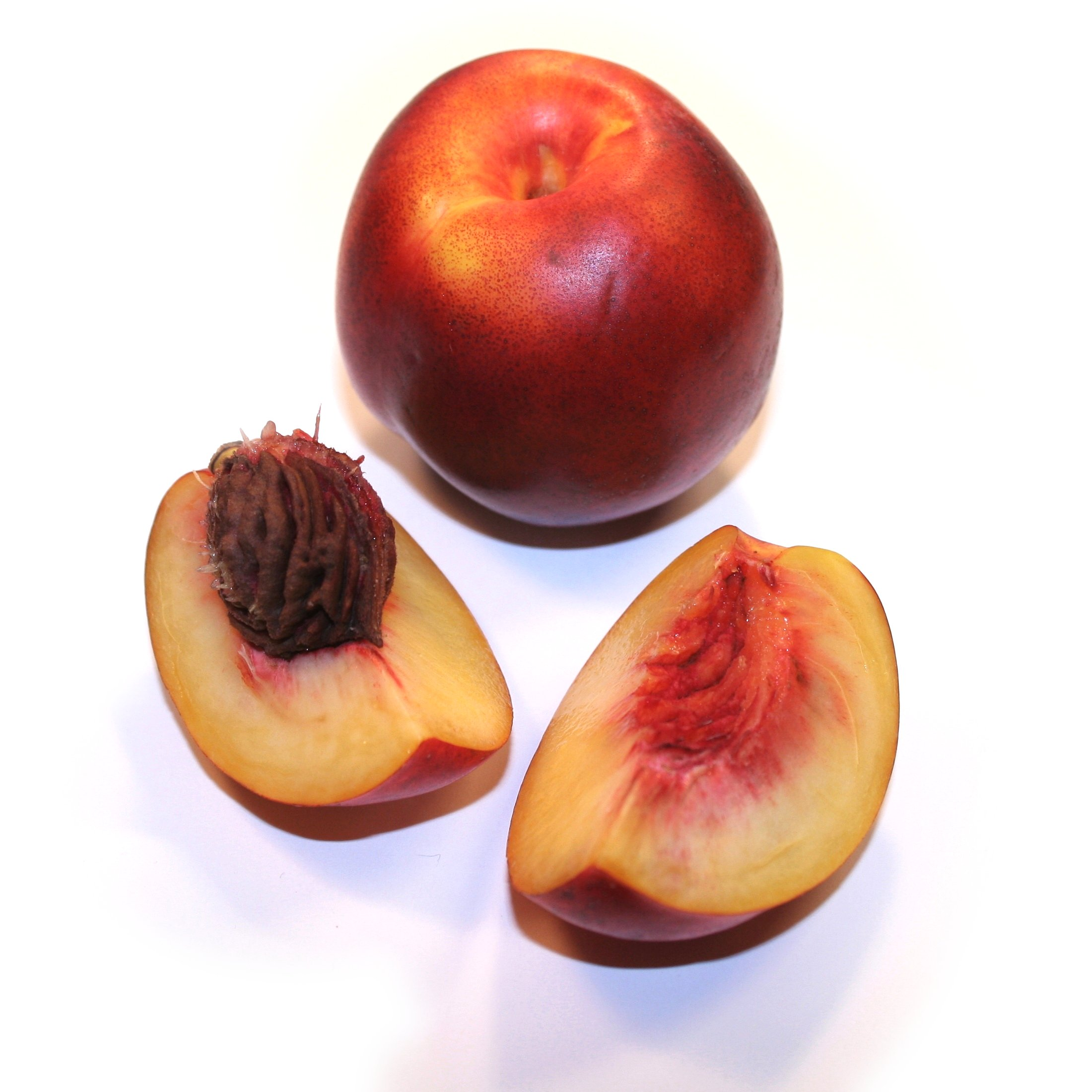
Nectarina

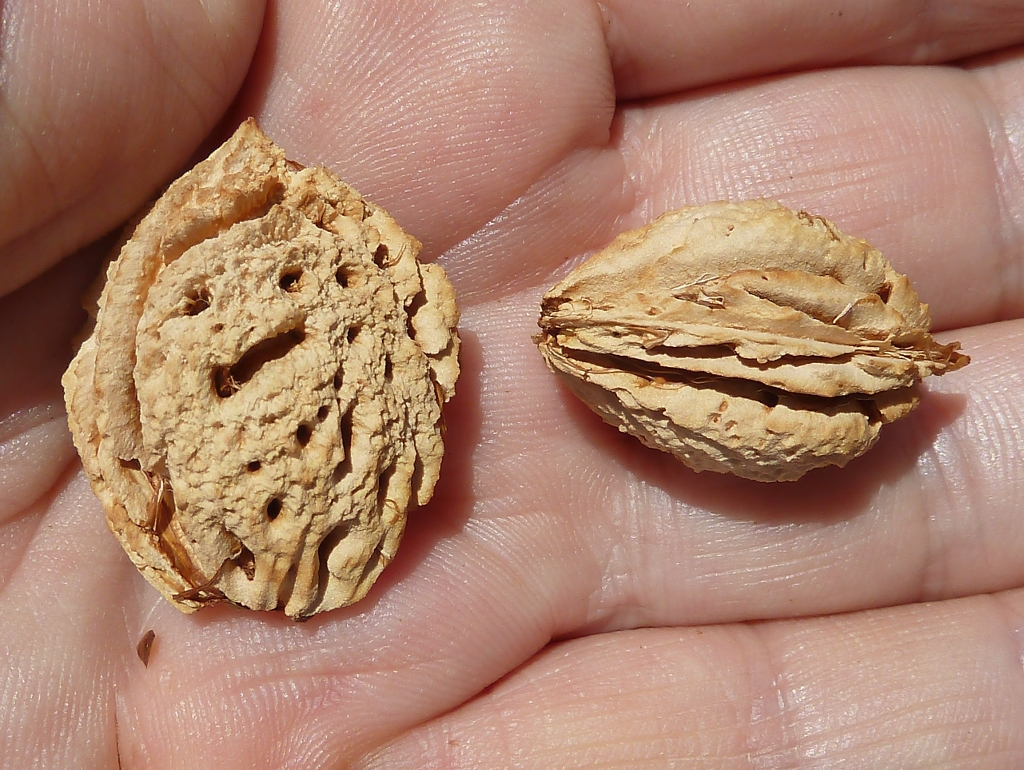
Nectarina: hueso, vistas lateral y ecuatorial

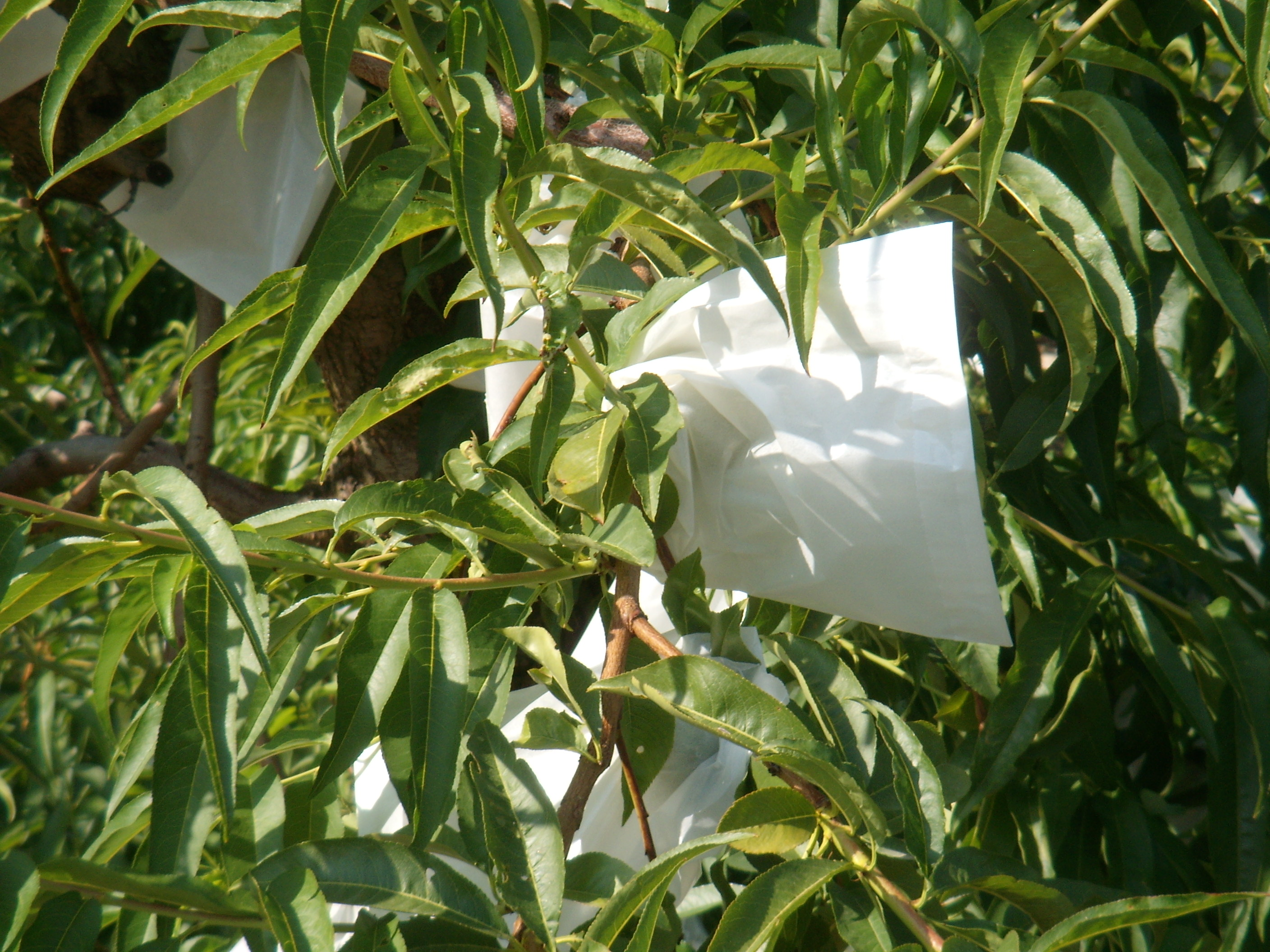
Melocotón de Calanda (Aragón, España), embolsado en el árbol con bolsas de papel que protegen los frutos para que alcancen una mayor calidad final

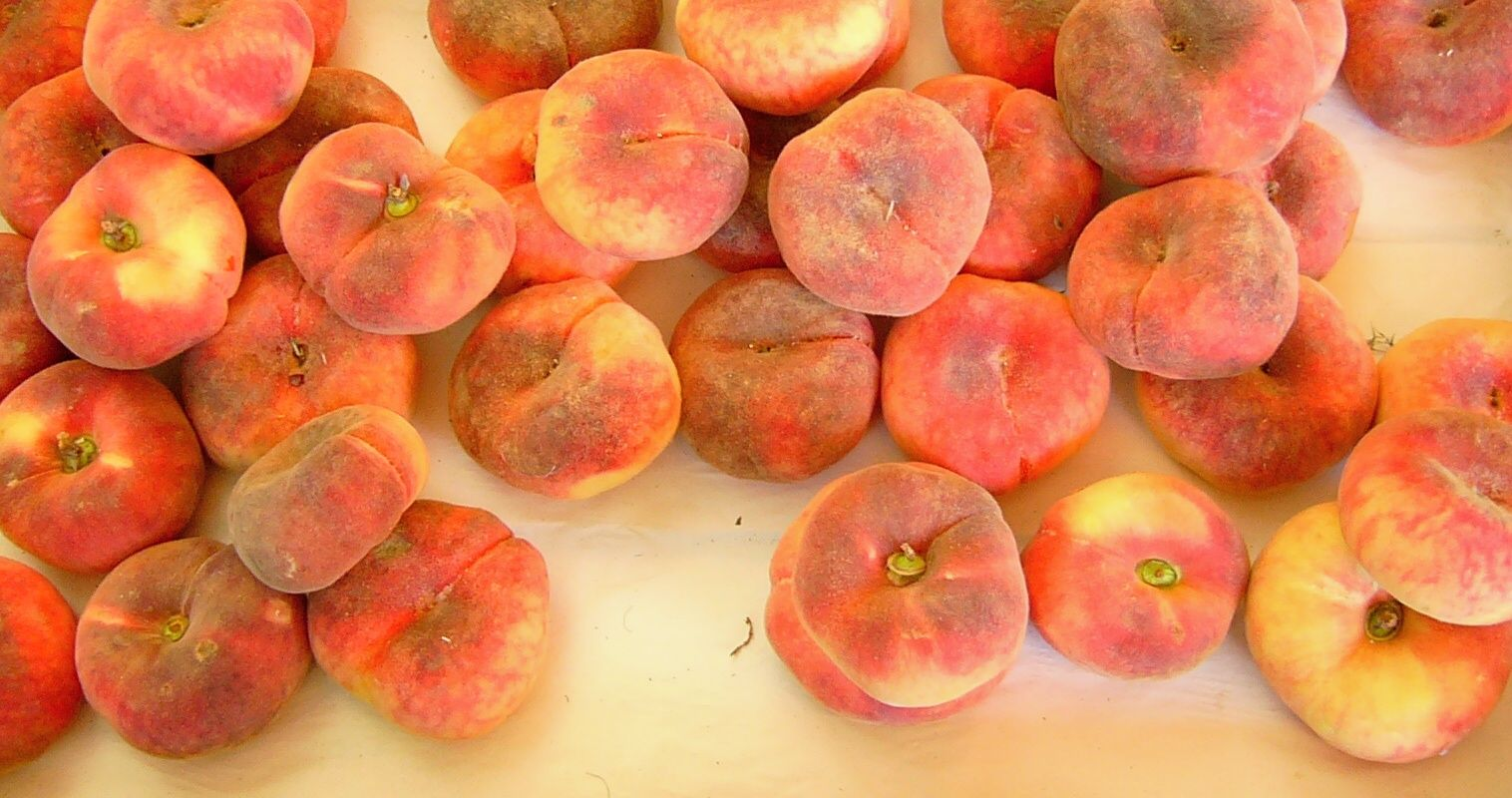
Paraguayos, también llamados chatos por su forma aplanada

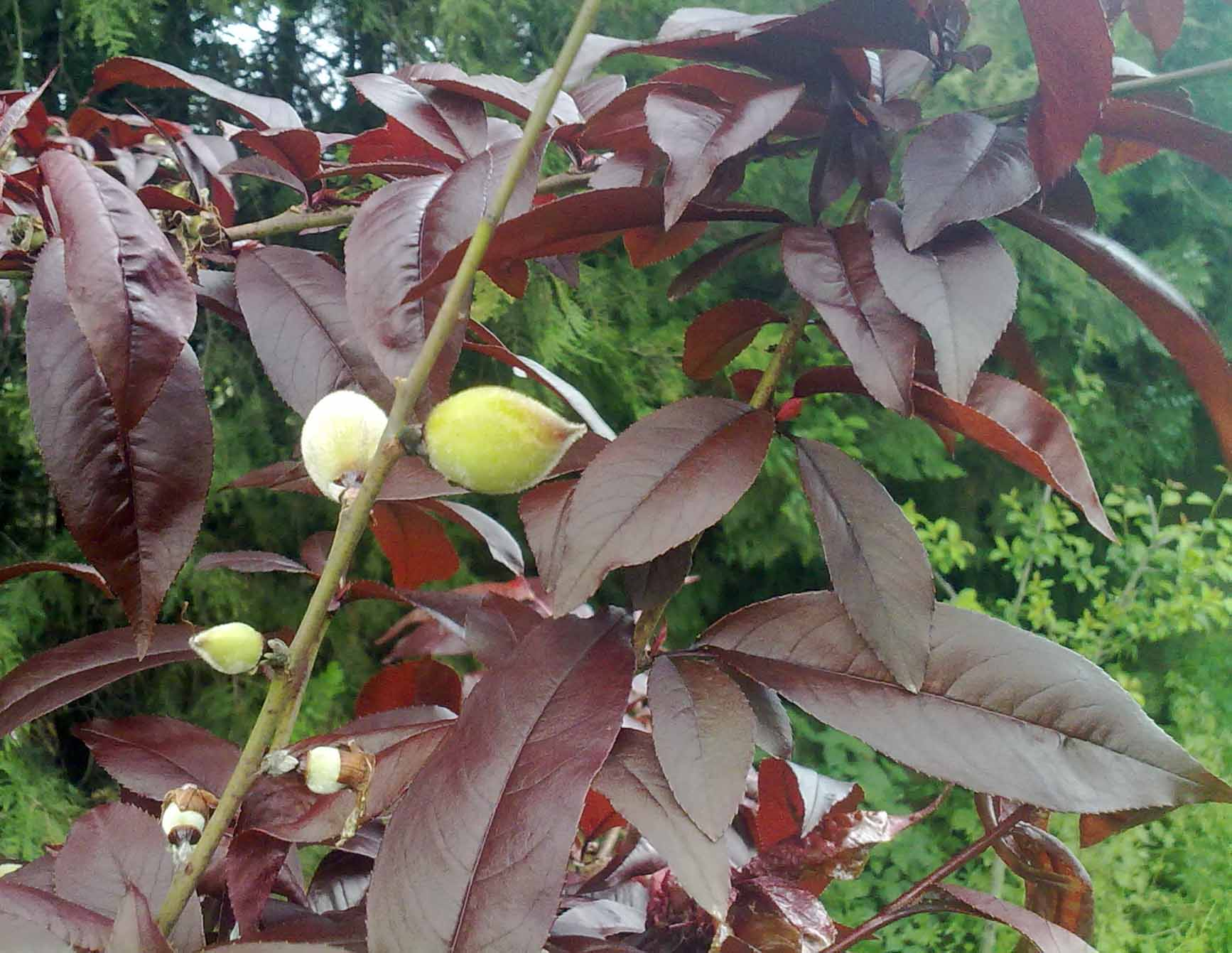
Prunus persica variedad "bonfire" en la época del aclareo

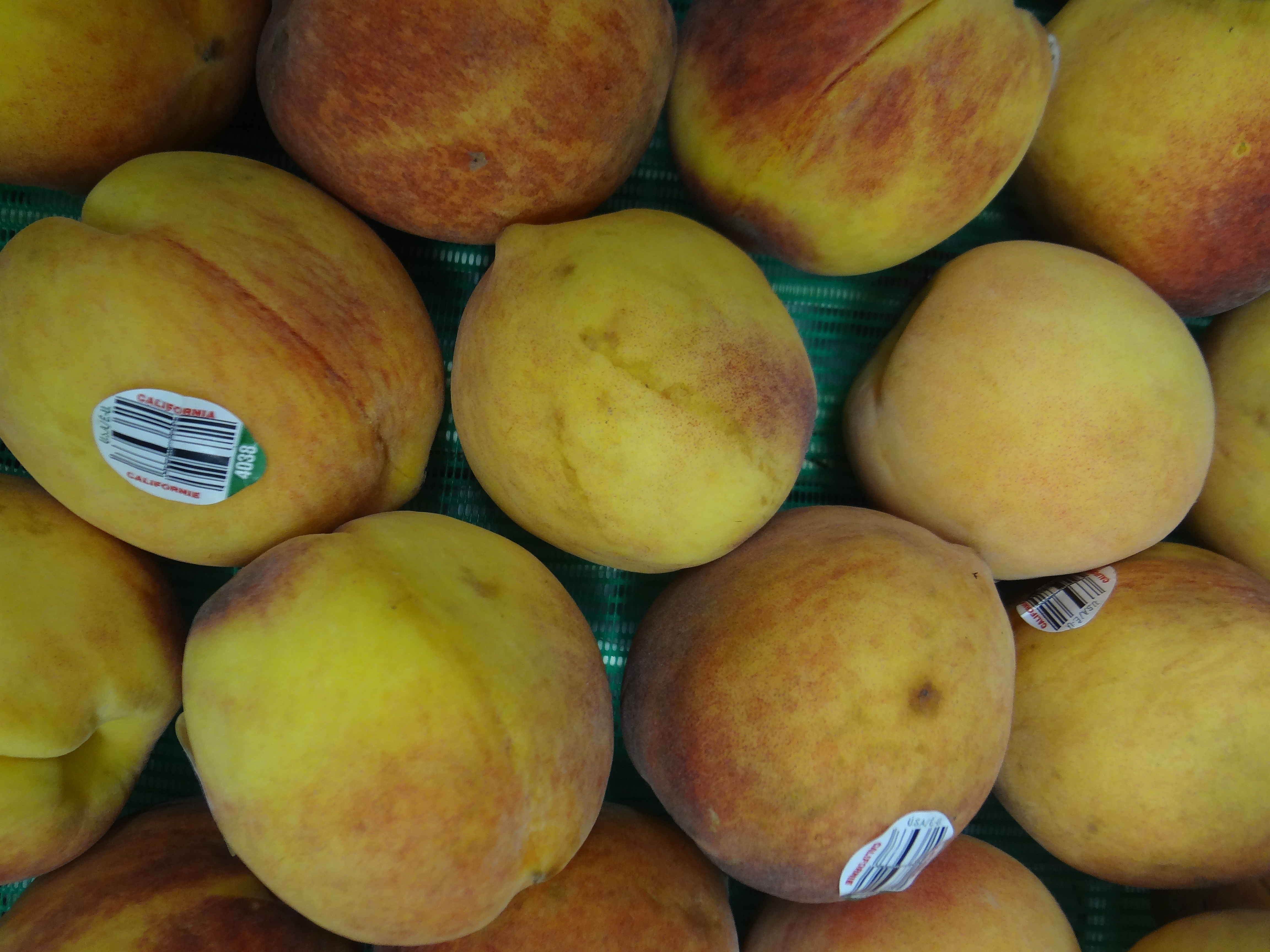
Melocotones producidos en California. Ese estado es el mayor productor de melocotones y nectarinas para consumo en fresco de los EE. UU., con particular concentración en el valle de San Joaquín. Además, los planes de mejoramiento genético de melocotón más importantes se conducen en California.

Prunus persica, originalmente Amygdalus persica L. y comúnmente conocido como melocotonero, es una especie de árbol del género Prunus de la familia Rosaceae. También se suele denominar duraznero en países hispanoamericanos y albérchigo (del árabe al-pérsico) en castellano antiguo. Su fruto es comúnmente conocido como melocotón (del latín malum cotonium, «manzana algodonosa» —en alusión a la piel del fruto—), durazno (del latín duracĭnus «que tiene la piel dura», —aludiendo a la piel del fruto—) o piesco (del latín [malum] persĭcum «manzana pérsica» —aludiendo al origen del fruto—).

## Producción mundial
Datos de producción mundial en 2021:
| Principales productores de melocotones y nectarinas (2021) (toneladas) | Principales productores de melocotones y nectarinas (2021) (toneladas) |
| ---------------------------------------------------------------------- | ---------------------------------------------------------------------- |
| China                                                                  | 16.000.000                                                             |
| España                                                                 | 1.197.840                                                              |
| Italia                                                                 | 996.860                                                                |
| Turquía                                                                | 891.857                                                                |
| Estados Unidos                                                         | 730.530                                                                |
| Irán                                                                   | 687.213                                                                |
| Grecia                                                                 | 591.060                                                                |
| Chile                                                                  | 308.579                                                                |
| Egipto                                                                 | 244.229                                                                |
| México                                                                 | 217.266                                                                |
| Total mundial                                                          | 24.994.352                                                             |

## Origen y etimología
Es un árbol originario de Afganistán, China e Irán. Fue llevado a Occidente por los romanos que lo tomaron como originario de Persia y así lo denominaron. Esta denominación, «persica» —usada en sus antiguas denominaciones genéricas o específicas (Prunus persica, Amygdalus persicus, Persica vulgaris...)— persiste en numerosos nombres populares ibéricos —y de otros países— como, por ejemplo, albérchigo (el pérsico) o bresquilla/fresquilla (por metátesis de «persquilla»).
La palabra melocotón proviene del latín malum cotonium, y esta del griego antiguo κυδώνιον μῆλον, literalmente manzana de Cidonia. Malum cotonium era, sin embargo, el nombre que se le daba al membrillo. La palabra durazno proviene del latín duracinus, de dūrus (duro) y acinus (uva, baya).

## Descripción
Árbol de hasta 6-8 m de altura, caducifolio e inerme. Las hojas son oblongas-lanceoladas o elípticas, acuminadas, cuneadas en la base, aserradas con dientes glandulíferos, glabrescentes, con estípulas caducas denticuladas. Las flores son solitarias o geminadas y con numerosas brácteas. Los sépalos son erectos enteros y los pétalos denticulados en el ápice, de color rosado fuerte. El ovario puede ser pubescente o glabro y el fruto derivado, de 4-8 cm de diámetro, es una drupa comestible subglobosa con mesocarpo muy carnoso y endocarpo (hueso) profundamente surcado y alveolado con una sola semilla almendroide no comestible, debido a la presencia, aunque en pequeña cantidad, de un precursor del cianuro, la amigdalina: un compuesto de glucosa, benzaldehído y cianuro que, bajo la acción de un fermento (emulsina) se descompone, produciendo ácido cianhídrico, potencialmente mortal. Por tal motivo, su semilla es tóxica.

## Fruto

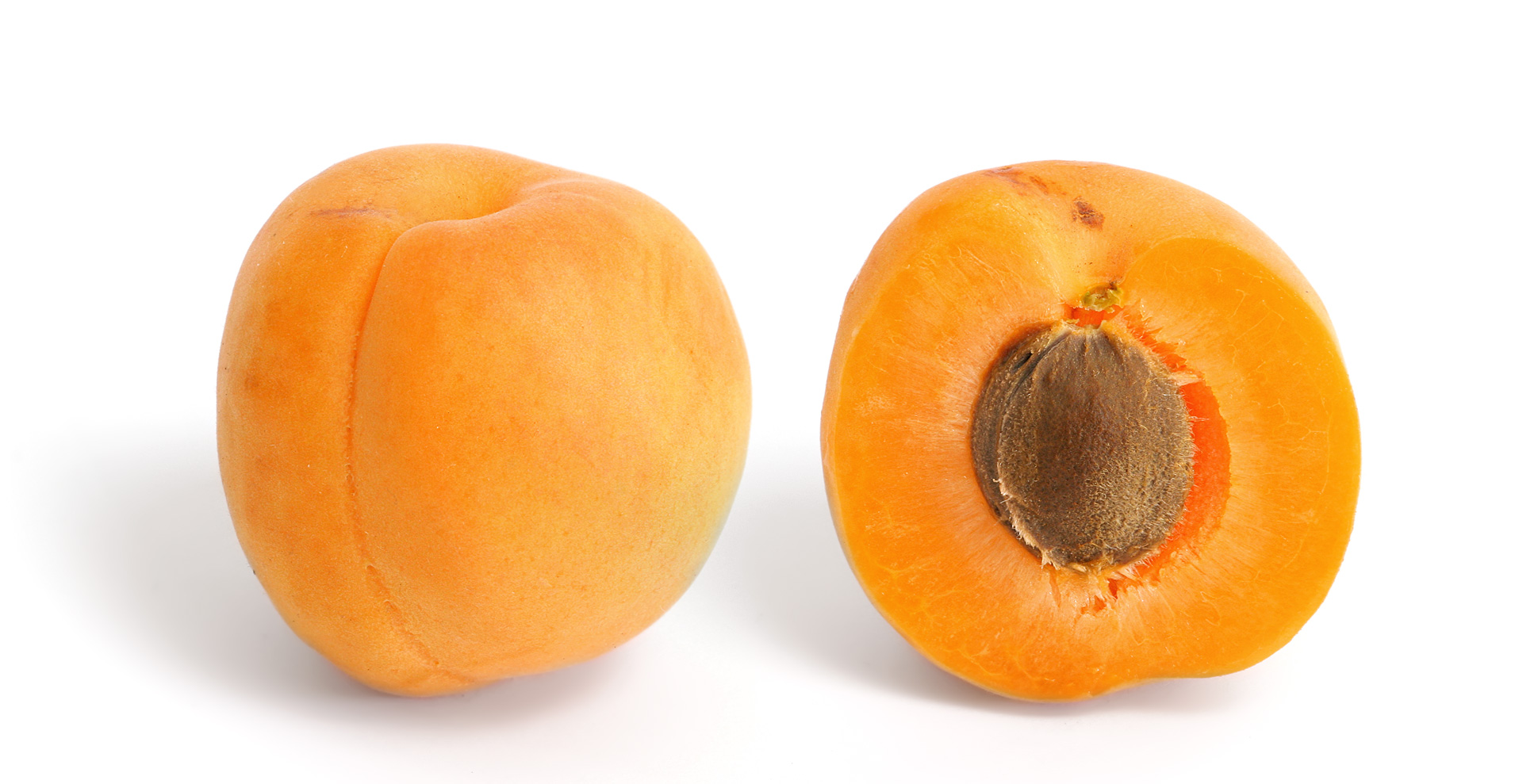

Su fruto, el melocotón o durazno, contiene una única semilla encerrada en una cáscara dura, el «hueso». Esta fruta, normalmente de piel aterciopelada, posee una carne amarilla o blanquecina de sabor dulce y aroma delicado. A la variedad que no tiene la piel aterciopelada se la llama nectarina, pelón o pavía (en Aragón y Navarra).
Los melocotones, junto con albaricoques, cerezas y ciruelas, son frutas de hueso o carozo (que aísla la semilla, tóxica, de la carne), botánicamente llamados drupas. Se dividen en variedades cuya carne se separa fácilmente del hueso («prescos/priscos/piescos») y en otras que se adhieren firmemente a él, como la variedad llamada «pavía». Las variedades de carne blanca (presquillas en Aragón, diminutivo de presco) son típicamente muy dulces, con escaso gusto ácido y las más populares de países como China, Japón y sus vecinos asiáticos; mientras que las de carne amarilla, predilectas de los países europeos y norteamericanos, poseen un fondo ácido, que se paladea junto al dulzor. La piel de ambas variedades tiene tonos rojizos.
Las variedades cuyos frutos tienen forma achatada se suelen denominar en España 'paraguayas', 'paraguayos' o 'chatos' (son vellosas pero, recientemente, están disponibles en el mercado variedades sin pelo llamadas 'platerinas'). Son una variedad de melocotonero (Prunus persica var. platycarpa), considerada hoy día como un mero sinónimo del taxón nominal.
El mejoramiento genético de las especies del género Prunus incluye el logro de un fruto de alta calidad con una larga vida de almacenamiento.
Se suele consumir de diversas formas: como fruta fresca o en conserva, ya sea cocida en almíbar o bien desecada. En este último caso cuando se deseca troceada se llama orejones de melocotón/durazno y también se deseca entera sin extraer el carozo (en cuyo caso se conoce como huesillo en Chile y se emplea en este país para elaborar el llamado mote con huesillos).

### Fases del crecimiento del fruto
Al igual que otros frutos de hueso o de carozo, los melocotones poseen un patrón de crecimiento que se describe como dos curvas sigmoideas sucesivas. Este tipo de patrón se caracteriza por dos etapas de rápido crecimiento separadas por una fase intermedia en la cual el crecimiento del fruto es muy escaso. Durante la primera etapa de rápido crecimiento (fase y/o etapa de crecimiento exponencial), el ovario y su contenido crecen de forma exponencial, salvo el embrión y el endosperma, principalmente como resultado de la división celular. Este período, inmediatamente posterior a la floración, es crítico para el tamaño final del fruto. Cualquier estrés ambiental (calor, frío, deficiencias hídricas o de nutrientes) tiende a acortar esta fase y a afectar su tamaño. La segunda etapa (fase II), que semeja una meseta, se caracteriza por el crecimiento del embrión y el endosperma, la esclerificación (“endurecimiento”) del endocarpo, y un escaso crecimiento de la pared del ovario. En esta etapa, el fruto incrementa su tamaño lentamente, pero el embrión crece rápidamente dentro del carozo en vías de esclerificación. En la tercera etapa (fase III) tiene lugar un crecimiento rápido del mesocarpo, que produce un rápido incremento del tamaño y el peso del fruto. Le sigue una cuarta etapa (fase IV) en que se produce la maduración del fruto.

## Cultivo
Prunus persica prospera en áreas geográficas acotadas, ya que requiere condiciones de frío invernal. Los requerimientos de frío varían entre cultivares y en general no son satisfechos en condiciones de clima subtropical. Sin embargo, existen en la actualidad variedades de muy bajo requerimiento de frío. El duraznero es resistente a las heladas invernales, pero no es tolerante a las heladas primaverales tardías. En verano, el duraznero requiere temperaturas que faciliten el crecimiento de los brotes como así también el crecimiento y la maduración de los frutos (ambos con rango óptimo de 20-25 °C).
Las regiones productoras de melocotones más importantes son, en primer lugar, España, donde destacan por su calidad los originarios de Murcia y Teruel, respectivamente el melocotón con Identificación Geográfica Protegida "Melocotón de Cieza" y el melocotón con denominación de origen, "Melocotón de Calanda"; Estados Unidos (California, Carolina del Sur, Colorado, Georgia), norte de México, algunas zonas de China y los países de la cuenca mediterránea; en el hemisferio sur: Chile, Argentina, Australia y Nueva Zelanda. 
La mayoría de los melocotoneros que se venden son variedades injertadas.

## Variedades

### Nectarinas, pelones o pavías
La nectarina, briñón, bruñón, pelón o peladillo; también en algunos lugares pavía o pavío es una variante del melocotón con piel no vellosa.Al igual que los melocotones, pueden ser de carne blanca o amarilla y adherida al hueso o suelta.
La primera referencia registrada de las nectarinas se remonta a 1616 en Inglaterra, pero con toda probabilidad habrían sido cultivadas mucho antes en Asia Central.

### Paraguayos y platerinas
Los paraguayos (también llamados 'chatos', por la forma de sus frutos) y las platerinas son variedades con frutos achatados. Los paraguayos presentan frutos pubescentes (con vellosidad en el epicarpio) mientras que las platerinas producen frutos glabros (sin pubescencia).

## Melocotones en el folclore asiático
Momotarō, uno de los más nobles y semihistóricos héroes del Japón, nació del interior de un enorme melocotón que iba flotando corriente abajo en un río. Momotarō o "el niño melocotón" luchó contra un diablo oni y afrontó muchas aventuras.
En China se decía que el melocotón era consumido por los inmortales debido a sus místicas virtudes de conferir longevidad a todos los que lo comieran.
Yu Huang o el Emperador de Jade tenía una esposa llamada Xi Wangmu, también conocida como la Reina Madre del Oeste, que aseguraba la vida eterna de los inmortales alimentándoles con los melocotones de la inmortalidad. Se dice que los inmortales que residían en el palacio de Xi Wangmu celebraban un excéntrico banquete llamado Pantao Hui o "El Festival de los Melocotones". Esta grandiosa celebración se llevaba a cabo cada seis mil años, ya que el melocotonero echaba hojas una vez cada tres mil años y su cosecha tardaba otros tres mil en madurar. Las estatuas de marfil que representan a los siervos de Xi Wangmu sostienen a menudo tres melocotones.
El melocotón tiene por tanto un importante papel en la tradición china y es el símbolo de la larga vida. Un ejemplo de ello se da en la historia de la recolección del melocotón de Zhang Daoling, un maestro taoísta. Zhang Guo el Mayor, uno de Los ocho inmortales chinos, es a menudo representado portando un «Melocotón de la Inmortalidad».

Debido a su delicioso sabor y su delicada textura, la palabra "melocotón" fue empleada en la antigua China para referirse a una "joven prometida" y ha permanecido en muchas culturas como una forma de definir a las jóvenes de buen parecer.

## Taxonomía
El género fue descrito primero por Carlos Linneo como Amygdalus persicus y publicado en Species Plantarum, vol. 1, p. 472 en 1753 y atribuido posteriormente al género Prunus por Jonathan S. Stokes y publicado en A Botanical Materia Medica, vol. 3, p. 100 en 1812.
Etimología
Para Prunus ver: Prunus: Etimología. Persica: epíteto geográfico que alude a su localización en Persia. 
Sinonimia
- Amygdalus persica L. - basiónimo
- Amygdalus persica var. aganonucipersica (Schübl. & G.Martens) T.T.Yu & L.T.Lu
- Amygdalus persica var. compressa (Loudon) T.T.Yu & L.T.Lu
- Amygdalus persica [b] duracina Rchb.
- Amygdalus persica var. duracina (Rchb.) Dierb. ex Schübl. & G.Martens
- Amygdalus persica var. laevis (DC.) Steud.
- Amygdalus persica var. nectarina Aiton
- Amygdalus persica var. scleronucipersica (Schübl. & G. Martens) T.T. Yu & L.T. Lu
- Amygdalus persica var. scleropersica (Rchb.) T.T. Yu & L.T. Lu
- Persica laevis DC. in Lam. & DC.
- Persica nucipersica L. ex Borkh.
- Persica platycarpa Decne.
- Persica vulgaris Mill.
- Persica vulgaris raza laevis (DC.) Rouy & E.G.Camus
- Persica vulgaris subsp. laevis (DC.) Bonnier & Layens
- Persica vulgaris var. compressa Loudon
- Persica vulgaris var. laevis (DC.) Lej. & Courtois
- Persica vulgaris var. nectarina (Aiton)
- Persica vulgaris var. nucipersica (L. ex Borkh.) Buia
- Persica vulgaris [B] scleropersica Dierb.
- Prunus persica f. aganonucipersica (Schübl. & G. Martens) Rehder
- Prunus persica subsp. nucipersica (L. ex Borkh.) Dippel
- Prunus persica var. compressa (Loudon) Bean
- Prunus persica f. compressa (Loudon) Rehder
- Prunus persica var. laevis (DC.) Focke
- Prunus persica var. nectarina (Aiton) Maxim.
- Prunus persica var. nucipersica (L. ex Borkh.) C.K.Schneid.
- Prunus persica subsp. platycarpa (Decne.) D. Rivera et al.
- Prunus persica var. platycarpa (Decne.) L.H.Bailey'[14][1]

## Nombres vernáculos
Abridero, abridor, abridor blanco, abridor de Madrid, abridor de San Juan, abridor encarnado, abrior (2), abrior blanco, abriores, alberchiguero, albierta, albérchiga, albérchigo (4), albérchigos, albereches, alberges, alpérsico, arcipiescu, blanquillo, bresco-pavía, bresquilla (2), bresquillero (2), briñón (2), bruñón, chabacano, chato, damasquilla, dorasnal, dorasnilla, doraznilla, duraznero, duraznilla (2), durazno (3), durazno real, durazno sevillano, fresquilla (2), fresquillas, fresquillero, fresquillo, gabacho, gilbergo, griñón, malacatonera, malacatonero (2), malacatón (6), maracatonero (2), maracatón (2), martacón, melocontón, melocotonal (2), melocotonero (11), melocotón (9), melocotón abierto, melocotón abridor, melocotón amarillo, melocotón anteado, melocotón blanco, melocotón castellano, melocotón cerrado, melocotón de Valencia, melocotón de chapa, melocotón moreno, melocotón pajizo, melocotón real, molocotón, mortocón, mullerero, natera (2), nectarina, niñeruelo, paraguaya, paraguayo, paragüero, pasibo, pavial (3), paviso, pavía (3), pavía abridera, pavía blanca, pavía dulce, pavía duracina, pavía imperial, pavía rosa, pavía teta de Venus, pavía ácida, pavío (2), peladilla, pelete, peréxigo, persec, pérsico (3), pérsigo (2), pérsigo borracho, pérsigo verde, pésigo, pescal (2), pesco, piescal (2), piesco (3), piesgo, piesquero, piezcal, piezco, preixenera, presco, presé, preseguera, presiega, presieguera, presquero (2), presquilla, presquillera, presquillero, preziego, prisco (3), priscos, prisiego, prisquilla, présic, présigo (2). Las cifras entre paréntesis indican la frecuencia de las citaciones del vocablo en España.